# Direttissima (Klettern)
Als Direttissima (italienisch für „kürzeste Verbindung“) wird im Alpinismus ein direkter, umwegloser Aufstieg zum Gipfel bezeichnet, der sich an der Falllinie vom Gipfel bis zum Boden ausrichtet. Während der Normalweg den Weg des geringsten Widerstands sucht, stellt sich der Begeher einer Direttissima „direkt“ den Schwierigkeiten, die der Berg bietet.
Der Begriff stammt vom italienischen Kletterer Emilio Comici:

„Ich möchte eines Tages eine Route klettern und vom Gipfel einen Tropfen Wasser fallen lassen – und dieser zeigt mir, wo meine Route durchgeführt hatte.“

Oft führen zahlreiche Kletterrouten auf den Gipfel eines Berges, und es bedarf oft tagelanger Studien des Berges, welche Route sich eignet oder eignen könnte. Manchmal stellt sich eine geplante Route beim Durchsteigungsversuch als undurchführbar oder unzweckmäßig heraus. Der Alpinist, der sich dazu entscheidet, einen Gipfel oder eine Wand im Wege der Direttissima zu ersteigen, darf bei seinem Aufstieg die senkrechte Linie zum Gipfel jedoch nur unwesentlich verlassen. So gibt es viele Direttissime, die vielleicht niemals erstiegen werden; eine davon ist (u. a. aufgrund ihrer Lawinengefahr) die Kangshung-Ostwand-Direttissima des Mount Everest.
Eine bekannte Felswand in Europa mit gleich mehreren schweren Direttissime ist die nahezu senkrechte Eiger-Nordwand, deren Begehung nur sehr erfahrenen Kletterern vorbehalten bleibt.
Seit den frühen 1960er Jahren wurde anlässlich großer Direttissima-Projekte die sportliche und ethische Sinnhaftigkeit des technischen Kletterstils breit diskutiert. Das Streben nach einer Direttissima verlor spätestens seit den 1980er Jahren an Bedeutung, da nicht mehr die Routenführung, sondern vielmehr der Begehungsstil in den Vordergrund rückte.